# Manzanero
Manzanero.- (Pl. Manzaneros).- Pleme američkih Indijanaca porodice Araucanian nastanjeno u argentinskoj provinciji Neuquén u regiji Manzanas. Manzanero su kao i Ranquelche, Moluche i još neki, potomci Araukanaca koji su se iselili iz Čilea i nastanili u Argentini. 
Tokom druge polovice 17. stoljeća (oko 1670.), na područje kod jezera Nahuel Huapi dolazi Nicholas Mascardi, koji utemeljuje reducción de Nuestra Señora de Nahuel Huapi i uvodi kulturu uzgoja jabuka. Ovo voće kasnije će postati divlje, a cijeli kraj postat će poznat kao 'manzaneros =zemlja jabukovog drveća' ; od šp. 'manzana = jabuka). Ime po ovome dobiše i Indijanci koji su živjeli u ovom kraju, a vodio ih je poglavica Sahihueque, bijahu mješanci Mapucha i Pehuencha, koji su govorili araukanski. 
Argentini neće odgovarati da ovim područjem lutaju Indijanci, pa će se povesti ratni pohod Campaña del Desierto, (1879); Campaña del Nahuel Huapi (1881.) i Campaña de los Andes; Campaign of the Andes (1883.), protiv Indijanaca u provincijama Neuquén (Manzanero Indijanci), Río Negro i Chubut. 

## Vanjske poveznice
- Patagonia : native americans, Argentina.  Arhivirana inačica izvorne stranice od 3. travnja 2006. (Wayback Machine)
- Provincia Del Neuquén  Arhivirana inačica izvorne stranice od 29. rujna 2007. (Wayback Machine)
- Campaña Del Desierto (1878-1885)  Arhivirana inačica izvorne stranice od 29. rujna 2007. (Wayback Machine)